# Jules (pop)
Jules is een bekende klaspop in Vlaanderen. Het merendeel van de Vlaamse kleuterklassen gebruikt deze pop als educatief materiaal. Jules ontstond op de tekentafel van Annemie Berebrouckx. Anno 2011 werd de pop door 85 procent van de kleuterklassen gebruikt. Beurtelings mag Jules in het weekend met een klasgenootje mee naar huis. Na het weekend vertelt het klasgenootje aan de klas wat zij samen hebben meegemaakt.

## Standbeeld

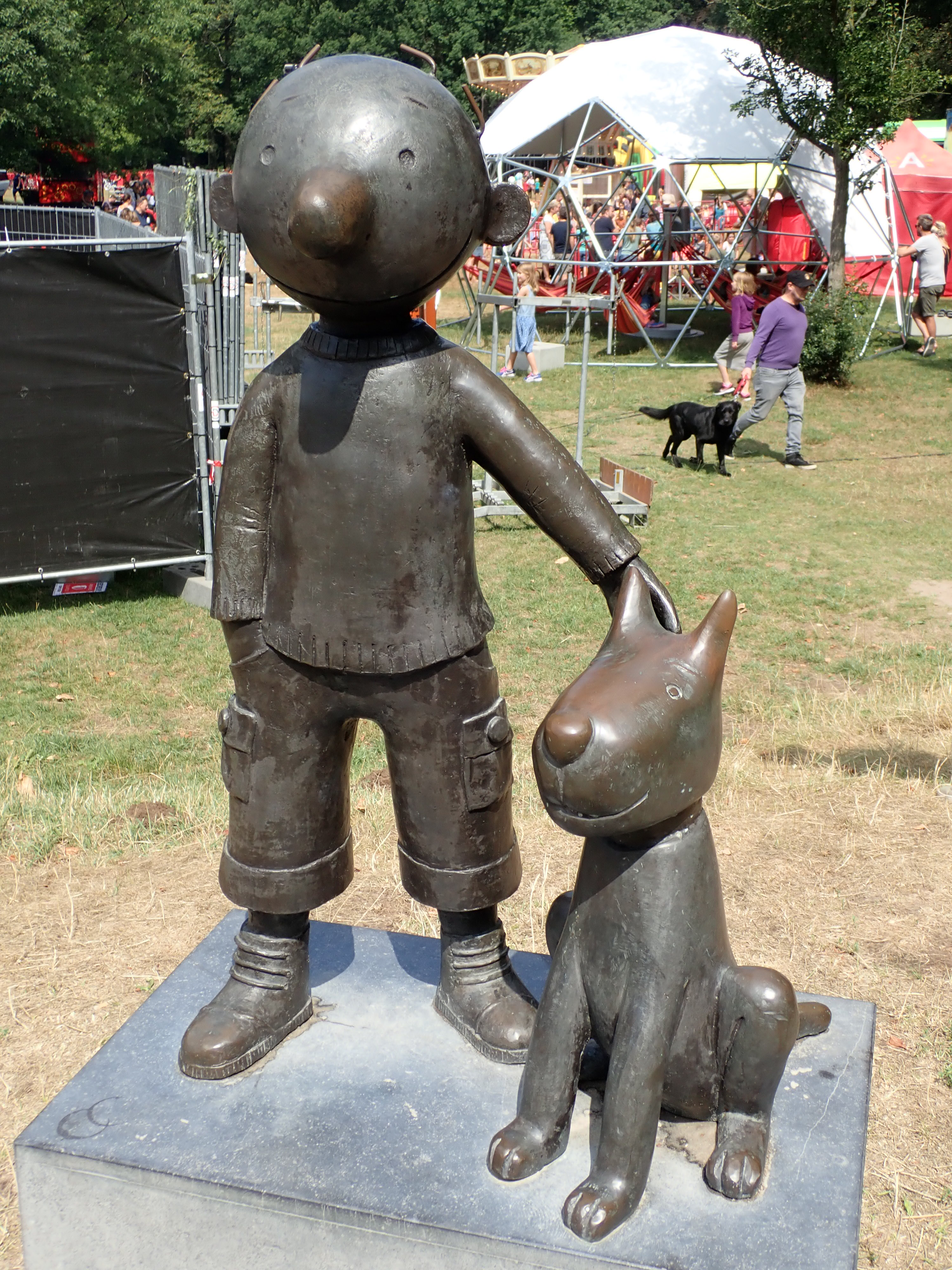
Standbeeld van Jules in Ekeren.

Sinds 2012 heeft Jules zijn eigen standbeeld in het Belgische Ekeren.